# Конкан
Конкан (на конкани: कोंकण, на английски: Konkan) е част от средното западно крайбрежие на Индийския субконтинент. Крайбрежната част на Конкан се състои от многобройни речни острови, речни долини и хълмисти склонове на Западните Гати, които водят до високите части на региона Декан. Географски Конкан граничи с Арабско море на запад и Деканското плато на изток. Крайбрежието на Конкан започва от север при Даман в Камбайския залив, простира се на юг по протежение на всички западни крайбрежни региони на Махаращра и Гоа и среща брега на Канара в северния край на област Карвар в Карнатака. Най-известните острови в Конкан са Иляс де Гоа, на който се намира столицата на Гоа Панджим, и седемте острова на Бомбай, на които е разположена столицата на щата Махаращра Мумбай.

## Етимология
Съгласно Сахядрикханде от Сканда пурана, Парашурама хвърлил брадвата си в морето и заповядал на бога на морето да се оттегли до мястото, където паднала брадвата му. Новото парче земя, създадено по този начин, става известно като Saptah-Konkana, което означава „парче земя“, „кътче земя“ или „парче от ъгъл“, произлизащо от санскритските думи: kona (को, ъгъл) + kana (कण, парче).

## География
Конкан се простира по цялото западно крайбрежие на Махаращра, Гоа и Карнатака. Ограничен е от планинския хребет на Западните Гати (известни също като Сахядри) на изток, от Арабско море на запад, от реката Даман-Ганг на север и реката Аганашини на юг.
Гангавали протича в района Утар Каннада в съвременна Карнатака. Северният ѝ бряг съставя най-южната част на Конкан. Градовете Карвар, Анкола, Кумта, Хонавар и Бхаткал са разположени на крайбрежието на Конкан.